# Phasis clavum
The Namaqua Arrowhead (Phasis clavum) là một loài bướm ngày thuộc họ Bướm xanh. Loài này có ở Nam Phi.
Sải cánh dài 29-39.5 mm đối với con đực và 35–44 mm females. Con trưởng thành bay từ tháng 9 đến tháng 11 và sometimes tháng 1.
Ấu trùng ăn Rhus species.

## Phụ loài
- Phasis clavum clavum (West Cape through Namaqualand to the North Cape)
- Phasis clavum erythema Quickelberge, 1980 (Roggeveld near Sutherland)